# Parafia św. Józefa Robotnika w Myślinie
Parafia św. Józefa Robotnika – rzymskokatolicka parafia położona przy ulicy Kościelnej 20 we wsi Myślina (gmina Dobrodzień). Parafia należy do dekanatu Dobrodzień w diecezji opolskiej.

## Historia parafii
W 1938 roku wybudowano w Myślinie kaplicę. Był to tzw. Dom Młodzieży. W 1945 roku, ksiądz Józef Kawalla przebudował kaplicę na kościół parafialny, dobudowując wieżę, prezbiterium, zakrystię i salkę dla ministrantów. Parafia została erygowana 4 grudnia 1945 roku z miejscowości Myślina, Turza, części Makowczyc, Błachów i Dąbrowica.
Proboszczem parafii jest ksiądz Brunon Józef Zgraja.

## Liczebność i zasięg parafii
Parafię zamieszkuje 870 mieszkańców, swym zasięgiem duszpasterskim obejmuje ona miejscowości:
- Myślina,
- Błachów,
- Dąbrowica,
- Makowczyce,
- Turza.

### Szkoły i przedszkola
- Publiczne Przedszkole w Myślinie,
- Publiczna Szkoła Podstawowa w Turzy.

## Duszpasterze

### Proboszczowie po 1945 roku
- ks. Józef Kawalla
- ks. Emil Strzelczyk
- ks. Józef Kudella
- ks. Józef Cichoń
- ks. Józef Gawlik
- ks. Józef Gurba[3]
- ks. Brunon Zgraja